# Peristylus sahanii
Peristylus sahanii är en orkidéart som beskrevs av Kumar, G.S.Rawat och Jalal. Peristylus sahanii ingår i släktet Peristylus och familjen orkidéer. Inga underarter finns listade i Catalogue of Life.